# Sasanka (Góry Bystrzyckie)
Sasanka (niem. Stephansberg, 964,9m n.p.m.) – szczyt w Górach Bystrzyckich w masywie Jagodnej (985 m n.p.m., która jest najwyższym szczytem Gór Bystrzyckich). Czasem tym pojęciem mylnie oznaczany jest północny szczyt Jagodnej.

## Etymologia
Niemiecka nazwa szczytu pochodzi od niezachowanego przysiółka Stephansberg (pol.  Szczepków) wsi Wyszki.

## Budowa
Szczyt zbudowany jest z odpornych na wietrzenie granitognejsów, porośnięty świerczynami z niewielką domieszką drzew liściastych.
Wschodnim zboczem przechodzi Autostrada Sudecka.

## Szlaki turystyczne
Przez Sasankę przechodzi szlak turystyczny:
- – niebieski szlak z Przełęczy Spalonej na Jagodną i do Przełęczy nad Porębą